# Scutellinia
Scutellinia är ett släkte av svampar. Scutellinia ingår i familjen Pyronemataceae, ordningen skålsvampar, klassen Pezizomycetes, divisionen sporsäcksvampar och riket svampar.

## Källor

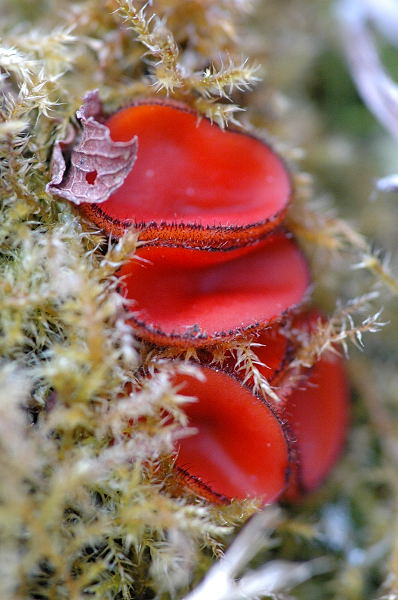